# Les Baxter
Les Baxter (ur. 14 marca 1922 w Mexia, zm. 15 stycznia 1996 w Newport Beach) – amerykański kompozytor muzyki filmowej i pianista.

## Życiorys
Studiował grę na fortepianie w konserwatorium muzycznym w Detroit, a następnie w Los Angeles na Uniwersytecie Pepperdine. Po studiach porzucił karierę pianisty koncertowego i został piosenkarzem muzyki popularnej. W wieku 23 lat wstąpił do zespołu „Mel-Tones” prowadzonego przez Mela Tormé, śpiewał w nagraniach Artie Shawa np. What Is This Thing Called Love?.
W latach 50. zajął się aranżowaniem i prowadzeniem zespołu muzycznego dla wytwórni Capitol Records. Prowadził orkiestrę grającą muzykę do dwóch wczesnych przebojów Nat King Colea: „Mona Lisa” i „Too Young”. W 1953 roku napisał pierwszą muzykę do filmu Tanga Tika. Z własną orkiestrą wydał wiele przebojów, w tym „Ruby” (1953), „Unchained Melody” (1955) i „The Poor People Of Paris” (1956). Zaaranżował i nagrał partyturę trzygodzinnej ścieżki dźwiękowej filmu The Yellow Tomahawk (1954).
Sukcesy osiągnął albumami swoich suit orkiestrowych: Le Sacre Du Sauvage, Festival Of The Gnomes, Ports Of Pleasure, Brazil Now. Napisał także 17 epizodów w tym przebój „Whistle” do serialu telewizyjnego Lassie.
W 1960 roku założył i śpiewał w zespole folkowym Balladeers w składzie: Mike Clough (śpiew), David Crosby (gitara akustyczna, śpiew), Ethan „Chip” Crosby (gitara akustyczna, śpiew), Bob Ingram (śpiew). W 1967 hitem stała się jego piosenka River Wide, wykorzystująca technikę zwaną ścianą dźwięku, wymyśloną przez Phila Spectora. Pracował też w radiu jako dyrektor muzyczny w programach The Halls of Ivy and the Bob Hope oraz The Abbott and Costello Show.
W latach 60. i 70. podobnie jak jego koledzy Henry Mancini i Lalo Schifrin pracował w przemyśle filmowym. Tworzył muzykę oraz dyrygował dla wytwórni American International Pictures m.in. horrorach oraz musicalach dla nastolatków: The Pit and the Pendulum, The Comedy of Terrors, Muscle Beach Party, The Dunwich Horror oraz Frogs.
W latach 80. pisał muzykę dla parków rozrywki SeaWorld.

## Wybrana filmografia
- 1953: Wakacje z Moniką
- 1954: The Yellow Tomahawk
- 1956: The Black Sleep
- 1960: Maska szatana
- 1960: Zagłada domu Usherów
- 1961: Studnia i wahadło
- 1962: Opowieści niesamowite
- 1963: Strach
- 1963: Kruk
- 1966: Fireball 500
- 1968: Banda w krótkich spódniczkach
- 1970: Horror w Dunwich
- 1972: Baron krwi
- 1993: Lightning in a Bottle

## Wyróżnienia
Posiada swoją gwiazdę na Hollywoodzkiej Alei Gwiazd.